# Karen Cockburn
Karen Cockburn, född 2 oktober 1979 i Toronto i Kanada, är en kanadensisk gymnast.
Hon tog OS-brons i trampolin i samband med de olympiska gymnastiktävlingarna 2000 i Sydney, OS-silver i trampolin i samband med de olympiska gymnastiktävlingarna 2004 i Aten och OS-silver igen i samma gren i samband med de olympiska gymnastiktävlingarna 2008 i Peking.